# Rudelle
Rudelle (occitanisch: Rudèla) ist eine südfranzösische Gemeinde mit 185 Einwohnern (Stand 1. Januar 2022) im Département Lot in der Region Okzitanien.

## Lage
Rudelle liegt etwa auf halber Strecke zwischen Rocamadour bzw. Gramat und Figeac in einer Höhe von ca. 350 Metern ü. d. M. im Nordosten der Kulturlandschaft des Quercy.

## Bevölkerungsentwicklung
| Jahr      | 1962 | 1968 | 1975 | 1982 | 1990 | 1999 | 2006 | 2018 |
| Einwohner | 203  | 160  | 140  | 155  | 136  | 153  | 179  | 176  |

Bis kurz vor Ende des 19. Jahrhunderts hatte der Ort stets deutlich über 500 Einwohner. Infolge der Reblauskrise im Weinbau und der Mechanisierung der Landwirtschaft ging die Einwohnerzahl seitdem kontinuierlich bis auf den Tiefststand der 1980er und 1990er Jahre zurück.

## Wirtschaft
Im Haut-Quercy wurde die Landwirtschaft jahrhundertelang in erster Linie zur Selbstversorgung betrieben, zu der bis ins 19. Jahrhundert hinein auch der Weinbau gehörte, der jedoch nach der Reblauskrise völlig aufgegeben wurde. Heute spielt – neben der Vieh- und Geflügelzucht – der Tourismus in Form der Vermietung von Ferienwohnungen (gîtes) eine große Rolle im Wirtschaftsleben der Gemeinde.

## Geschichte
Die Bastide Rudelle wurde um das Jahr 1250 durch Bertrand de Cardaillac, den Grundherrn (seigneur) von Lacapelle-Marival, an einer Nebenstrecke des Jakobsweges (Via Podiensis) gegründet. Sein Nachfolger Géraud de Cardaillac hatte hier im Vorfeld des Hundertjährigen Krieges (1289) ein Scharmützel mit den Truppen des englischen Königs Edward I. Im Jahr 1320 wird die Kirche erstmals urkundlich erwähnt; 150 Jahre später wird sie die Pfarrkirche des Ortes.

## Sehenswürdigkeiten

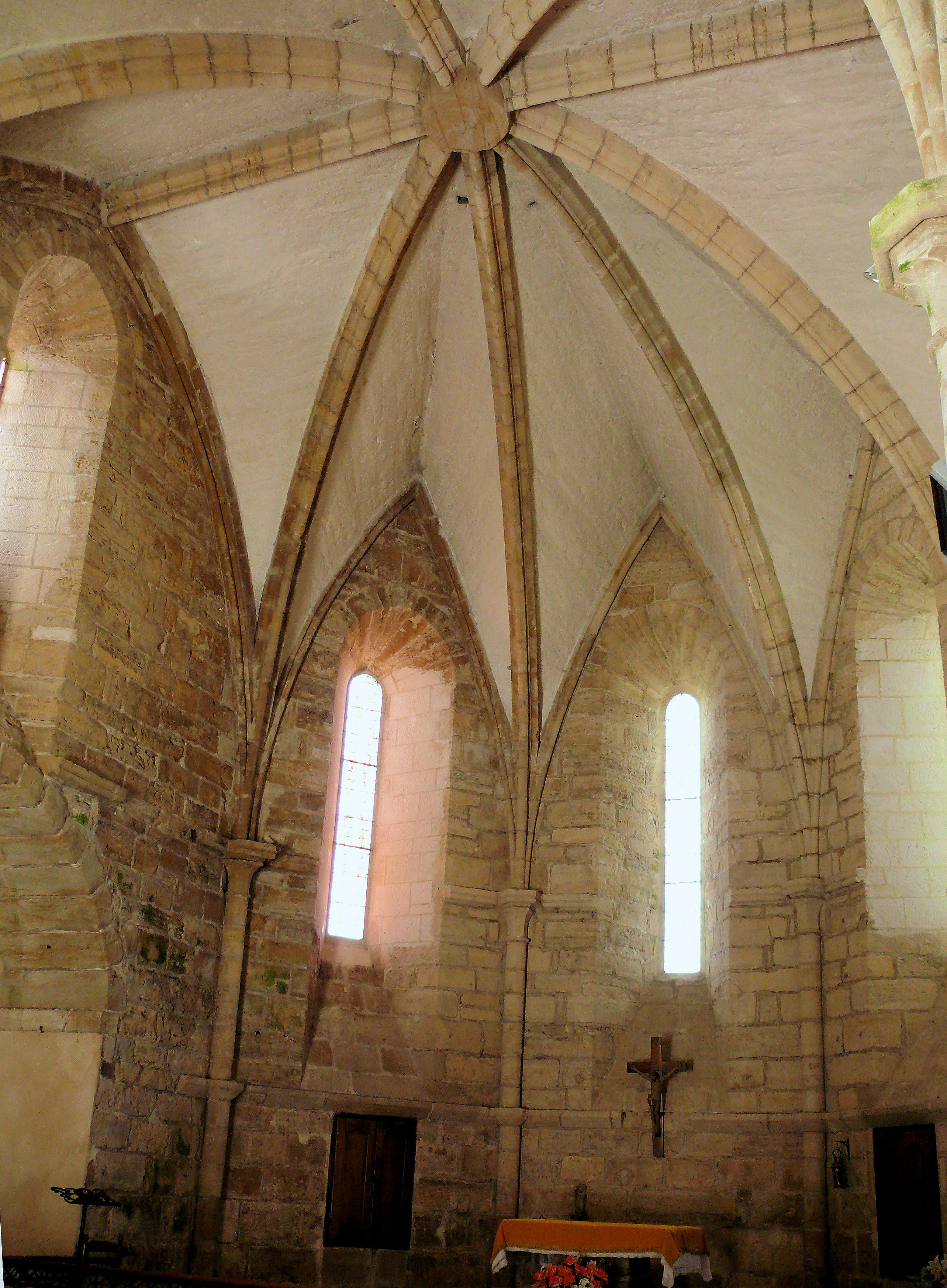
Rudelle – Apsis der Wehrkirche

- Die flächenmäßig sehr kleine Kirche (Église Saint-Martial) war ursprünglich die Kapelle eines Pilger-Hospitals. Im 14. Jahrhundert wurde der Bau mit einem Wassergraben (douve) umgeben, dazu um ein Fluchtgeschoss aufgestockt und in der Art eines Wehrturms (donjon) befestigt. Ganz oben befindet sich eine Wehrplattform mit einem mächtigen Zinnenkranz und seitlichen Wehrerkern (bretèches). Kirchenschiff und Obergeschoss haben nur äußerst schmale Fenster und sind rippengewölbt. Die Kapitelle des Archivoltenportals sind bereits stark verwittert. Das Kirchenbauwerk wurde bereits im Jahre 1886 als Monument historique eingestuft.[1]

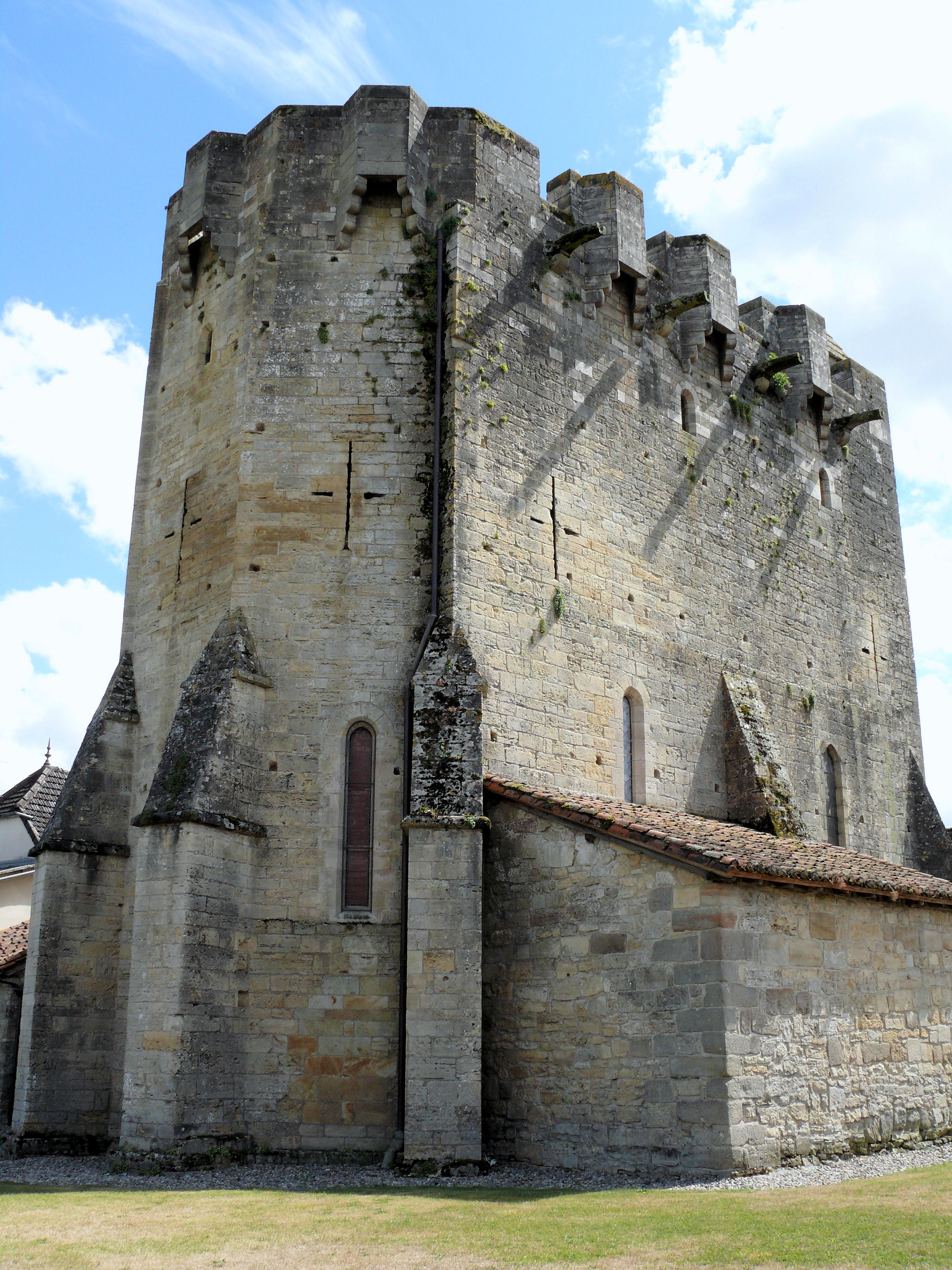
Kirche von Nordosten
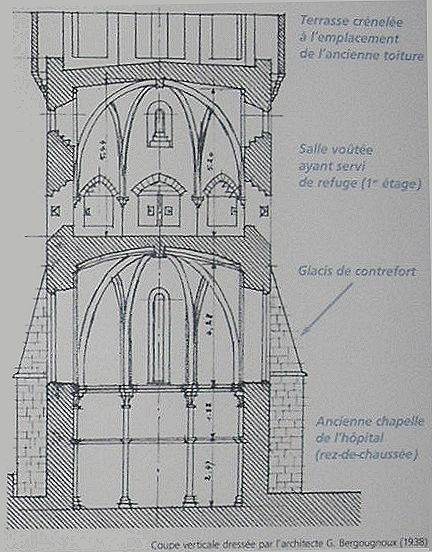
Schnitt der Kirche
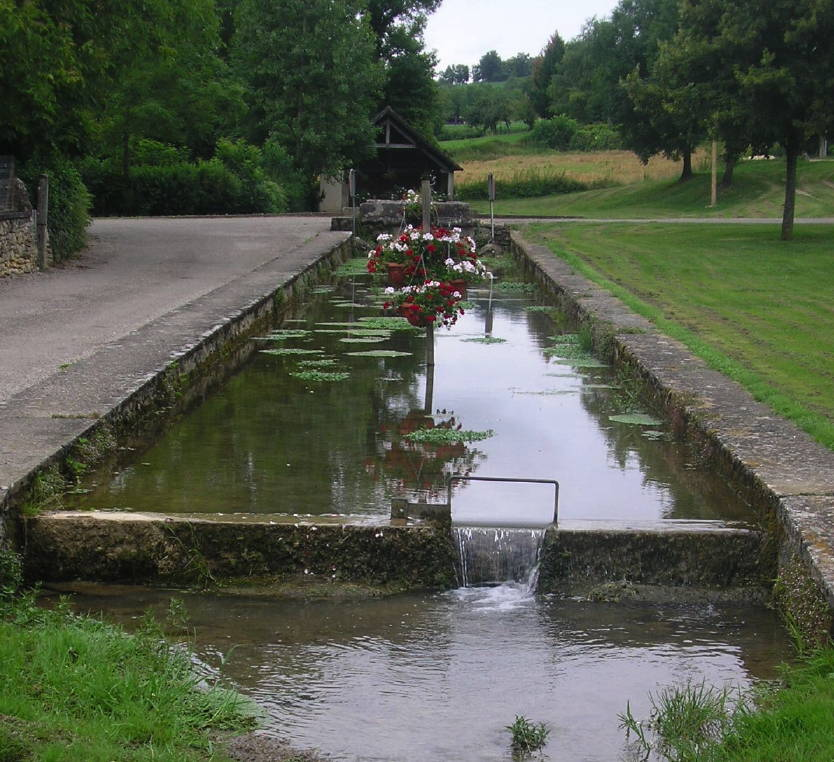
Kanal und Waschhaus

- Ein überdachtes Waschhaus (lavoir) aus dem 19. Jahrhundert steht seitlich eines teilweise begradigten Bachlaufs.